# Alep Juksaure
Alep Juksaure är en sjö i Jokkmokks kommun i Lappland och ingår i Luleälvens huvudavrinningsområde. Sjön har en area på 0,832 kvadratkilometer och ligger 384 meter över havet. Sjön avvattnas av vattendraget Nårvejåkkå (Laddonbäcken).

## Delavrinningsområde
Alep Juksaure ingår i det delavrinningsområde (739493-164914) som SMHI kallar för Utloppet av Alep Juksaure. Medelhöjden är 407 meter över havet och ytan är 5,63 kvadratkilometer. Räknas de 5 avrinningsområdena uppströms in blir den ackumulerade arean 88,06 kvadratkilometer. Nårvejåkkå (Laddonbäcken) som avvattnar avrinningsområdet har biflödesordning 4, vilket innebär att vattnet flödar genom totalt 4 vattendrag innan det når havet efter 227 kilometer. Avrinningsområdet består mestadels av skog (53 procent) och sankmarker (24 procent). Avrinningsområdet har 0,77 kvadratkilometer vattenytor vilket ger det en sjöprocent på 13,6 procent.